# Liste der Bischöfe von Oradea Mare
Die folgenden Personen waren Bischöfe des Bistums Oradea Mare - Gran Varadino (deutsch: Großwardein - ungarisch: Nagyvárad), (Rumänien):
- Koloman von Ungarn
- Sixtus 1103–1113
- Walther 1124–1138
- Michael 1156
- Nikolaus I. 1163–1181
- Johannes I. 1181
- Vata 1186–1189
- Elvinus 1189–1200
- Simon 1202–1218
- Alexander 1219–1230
- Benedikt I. 1231–1243
- Vincent 1244–1258
- Zosimas 1259–1265
- Lodomerius (Ladomér) 1268–1279 (auch Erzbischof von Gran)
- Thomas de Somos 1281–1282
- Bartholomäus 1284–1285
- Benedikt II. 1291–1296
- Emmerich I. 1297–1317
- Johannes II. von Ivánka 1318–1329
- Andreas I. Briccii de Báthory 1329–1345
- Demeter Dionyii de Futak 1345–1372
- Dominic I. Bebek 1373–1374
- Benedikt III. 1375
- Emmerich II. Zudar 1376–1378
- Ladislaus I. de Deménd 1378–1382
- Johannes III. 1383–1395
- Paul I. 1396
- Lukas de Órév alias de Szántó 1397–1406
- Eberhard de Alben 1407–1409
- Andreas II. Scolari 1409–1426 (auch Erzbischof von Zagreb)
- Johannes IV. de Prato 1426
- Dionysius Jackh de Kusaly 1427–1432
- Johannes V. de Curzola 1435–1438
- Johannes VI. de Dominis 1440–1444
- Johann Vitez (János Vitéz de Zredna) 1445–1465 (auch Erzbischof von Gran)
- Johann Beckenschlager 1465–1468
- Nikolaus II. Stolcz de Slantz 1470
- Johannes IX. Filipecz de Prosznicz 1476–1490
- Valentin Farkas Vlk 1490–1495
- Dominic II. Kálmáncsehi 1495–1501
- Georg I. Szatmári 1501–1505
- Siegmund I. Thurzó de Bethlenfalva 1505–1512
- Franz I. Perényi 1513–1526
- Ladislaus II. von Mazedonien a Ferdinando 1527–1536
  - Emmerich Czibak
- Georg II. Martinuzzi 1535–1551
- Matthias Zabergyei 1553–1556
- Franz II. Forgách L. B. de Ghymes 1556–1566
- Stephan I. Radeczy de Zemche 1567–1572
- Georg Bornemissza 1572–1585
- Martin Pethe de Hetes 1587–1598
- Nikolaus III. Mikácius 1598–1613
- Johannes X. Telegdy 1613–1619 (auch Bischof von Nitra)
- Johannes XI. Pyber de Gyerkény 1619–1625
- Emmerich III. Lósy 1625–1633
- Ladislaus III. Hosszutóthy 1633–1646
- Benedikt IV. Kisdy 1646–1648
- Siegmund II. Zongor de Szent-Tamás 1648–1655
- Johannes XII. Pálfalvy 1659–1663
- Georg III. Bársony de Lovas-Berény 1663–1675
- Joachim Luzinszky 1676–1681
- August Benkovich 1681–1702
- Emmerich IV. Kardinal e Comitibus Csáky de Keres-Szeg 1702–1732
- Stephan II. Ladislav L. B. Luzinszky de Luzna et Reglicze 1733–1734
- Johannes XIII. Okolicsányi de Okolicsna 1734–1736
- Nikolaus IV. e Com. Csáky de Keres-Szeg 1737–1747
- Pál (Paulus) Forgács 1747–1757
- Adám Ladislaus Patachich L. B. de Zajezda 1759–1776
- Ladislaus von Kollonitsch 1780–1787
- Franz III. Kalatay 1787–1795
- Nikolaus V. Kondé de Pókatelek 1800–1802
- Franz IV. Miklóssy 1803–1811
- Joseph Vurum 1821–1827 (später Bischof von Nitra)
- Franz V. Lajcsák 1827–1842
- Ladislaus V. L. B. Bémer de Bezdéd et Kis-Báka 1843–1850
- Franz VI. Szaniszló de Torda 1850–1868
- Stephan III. Lipóvniczky 1868–1885
- Arnold Ipolyi-Stummer 1886
- Laurentius Kardinal Schlauch 1887–1902
- Paul III. Szmrecsányi 1903–1908
- Miklós Széchényi de Sárvár-Felsővidék 1911–1923
  - Emmerich Bjelik 1923–1927 (Apostolischer Administrator)
  - Antonius Mayer 1927–1930 (Apostolischer Administrator)
  - Stephanus Szabó 1930 (Apostolischer Administrator)
- Stephanus IV. Fiedler 1930–1939
  - Aaron Márton 1939–1942 (Apostolischer Administrator)
  - Johannes Scheffler 1942–1948 (Apostolischer Administrator)
- János Scheffler (1948–1952)
  - Josephus Pop 1952–1960 (Kapitularvikar)
  - Ludovicus Czumbel 1960–1966
  - Franciscus Bélteki 1960–1968 (Generalvikar)
  - Franciscus Sipos 1966–1983
  - László Hosszú 1968–1982 (Generalvikar)
  - Stephanus Dászkál 1983–1990
- József Tempfli 1990–2008
- László Böcskei seit 2008